# 이츠하크 펄먼

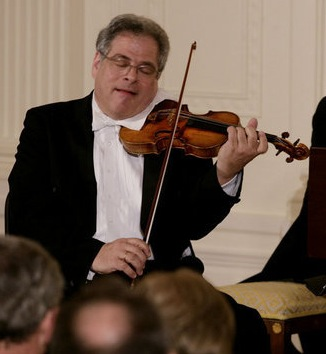
영국의 엘리자베스 2세 여왕을 환영하기 위해 2007년 5월 7일 열린 백악관 만찬에서 연주하고 있는 이츠하크 펄먼

이츠하크 펄먼(히브리어: פרלמן יִצְחָק, 영어: Itzhak Perlman, 1945년 8월 31일 ~ )은 이스라엘 야파에서 태어난 이스라엘계 미국인 바이올린 연주가이다. 20세기 후반의 가장 뛰어난 바이올린 연주가의 한 명으로 손꼽힌다.

## 생애
이츠하크 펄먼은 라디오에서 클래식 음악이 흘러나오는 것을 듣고 처음 바이올린에 흥미를 가졌다. 텔아비브 음악원에서 공부하였으며, 미국으로 이민해서는 줄리어드 음악 학교에서 이반 겔러미안, 도로시 딜레이를 사사했다. 1963년 카네기 홀에서 데뷔하였고 1964년에는 레벤트릿 콩쿠르에서 우승하였다. 곧 전 세계를 돌며 연주를 하였으며, 여러 장의 음반도 냈다. 한편 1970년대부터는 투나잇 쇼나 세서미 스트리트 등 미국의 텔레비전 방송에도 출연하였으며, 백악관에서도 여러 차례 연주하였다.
이츠하크 펄먼은 네 살 때 소아마비를 앓았으나 잘 회복하였고, 목발을 써서 걸을 수 있게 되었다. 요즘은 이동할 때 목발을 쓰며, 바이올린 연주는 앉아서 하고 있다.
1987년에는 이스라엘 필하모닉 오케스트라(IPO)와 함께 바르샤바, 부다페스트 등 동구권 나라에서의 연주에 참여하였다. IPO와 1990년에 최초로 소련 모스크바와 레닌그라드에서 연주하였으며 1994년에는 다시 IPO와 함께 중국 및 인도에서 연주한 바 있다.
주로 솔로 연주가로서 활동하였으나, 1990년 12월 레닌그라드에서 열린 차이콥스키 150주기 기념 연주회에서 요요 마, 제시 노먼, 유리 테미르카노프와 함께 연주하는 등, 다른 유명 음악가들과 여러 차례 협연하였다.
클래식 외에도 재즈와 클레츠머 등 다른 장르의 곡들도 연주하였다. 유명 재즈 피아노 연주가인 오스카 피터슨과 함께 음반을 내기도 했다. 또, 영화 음악의 연주에도 참여하였는데, 존 윌리엄스가 음악 감독이었던 1993년작 영화 《쉰들러 리스트》에 참여하였는데, 이 영화는 아카데미상에서 최고 영화 음악 부분을 수상하였다. 최근에는 《게이샤의 추억》(2005년) 영화 음악 연주에 첼리스트 요요 마와 함께 참여한 바 있다.
이츠하크 펄먼은 1714년, 스트라디바리의 '황금기'에 제작된 스와 스트라디바리우스를 연주한다.
최근에 그는 지휘도 시작하여, 디트로이트 심포니 오케스트라의 수석 객원 지휘자에 취임하였다. 2002년부터 2004년까지 세인트루이스 심포니 오케스트라의 음악 고문이기도 했다.
2003년에는 도로시 딜레이의 후임으로 줄리어드 음악 학교 도로시 리처드 스탈링 재단 바이올린 부문 교수직에 임명되었다.
2007년 5월 7일 백악관에서 열린 엘리자베스 여왕 초청 연주회에서 연주한 바 있다.
이츠하크 펄먼은 그의 아내 토비 펄먼과 함께 뉴욕에 거주하고 있다. 1995년에 아내와 함께 펄먼 뮤직 프로그램을 설립하여 젊고 유망한 현악기 연주가들에게 여름 동안 숙식을 포함한 실내악 교육을 실시해오고 있다.

## 주요 수상 경력과 평가
- 1964년 레번트릿 콩쿠르 우승

- 그래미 상 최고 실내악 연주 부문
  - 1991년 대니얼 바렌보임·이츠하크 펄먼 - 브람스 바이올린 소나타
  - 1988년 블라디미르 아슈케나지·린 하렐·이츠하크 펄먼 - 베토벤 피아노 삼중주
  - 1982년 블라디미르 아슈케나지·린 하렐·이츠하크 펄먼 - 차이콥스키 피아노 삼중주 a 단조
  - 1981년 이츠하크 펄먼·핀커스 주커만 - 모즈코프스키: 두 대의 바이올린을 위한 모음곡/쇼스타코비치: 이중주/프로코피예프: 두 대의 바이올린을 위한 소나타
  - 1979년 이츠하크 펄먼·블라디미르 아슈케나지 - 베토벤 바이올린 소나타

- 그래미 상 최고 협연자 부문

- 그래미 상 최고 솔로 연주가 부문

- 그래미 상 최고 고전 음악 앨범 부문

- 그래미 상 최고 고전 음악 엔지니어드 앨범 부문

- 2003년 케네디 센터 공로상